# George Sutherland-Leveson-Gower, 5. Duke of Sutherland

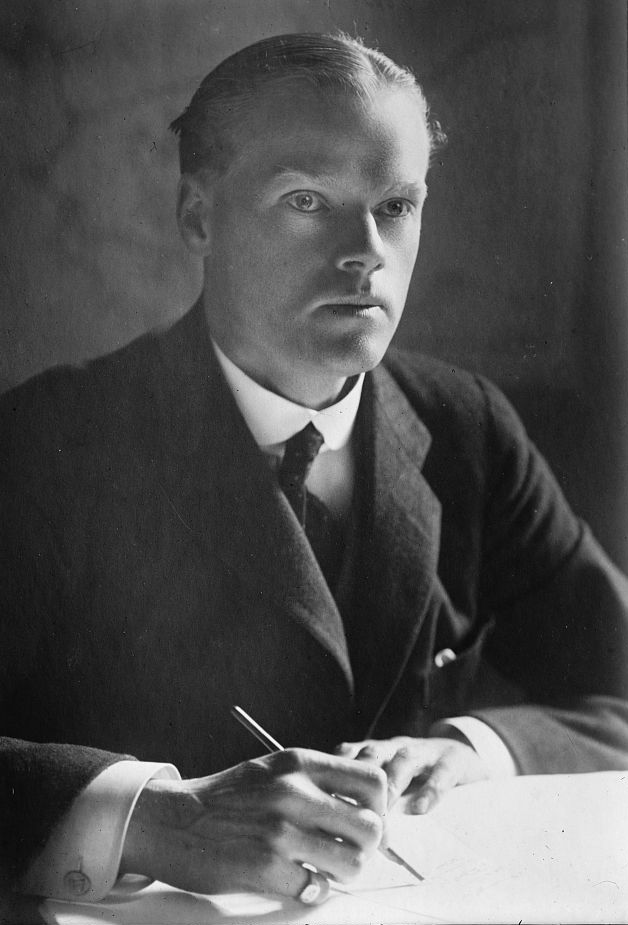
George Granville Sutherland-Leveson-Gower, 5. Duke of Sutherland

George Granville Sutherland-Leveson-Gower, 5. Duke of Sutherland KT, PC (* 29. August 1888 in Cliveden, Buckinghamshire; † 1. Februar 1963), war ein britischer Adliger, Patron der Filmindustrie und Politiker der Conservative Party. Er hatte in den 1920er Jahren kleinere politische Ämter in der Verwaltung unter Andrew Bonar Law und Stanley Baldwin und war 1935–1936 Lord Steward of the Household. Die Sutherland Trophy der britischen Filmindustrie ist nach ihm benannt.

## Hintergrund
Er war der ältere Sohn von Cromartie Sutherland-Leveson-Gower, 4. Duke of Sutherland und Lady Millicent St Clair-Erskine, einer Tochter von Robert St Clair-Erskine, 4. Earl of Rosslyn. Als Heir Apparent seines Vaters führte er bis 1892 den Höflichkeitstitel Earl Gower und 1892 bis 1913 den Höflichkeitstitel Marquess of Stafford. Er wurde in Cliveden House in Buckinghamshire geboren und ging auf die Summer Fields School in Oxford sowie das Eton College.

## Militärdienst
Im Februar 1907 trat er als Second Lieutenant in das Kavallerie-Regiment der Lovat’s Scouts Imperial Yeomanry in die British Army ein. Als sein Regiment im April 1908 in die Territorial Force ausgegliedert wurde, wurde er in diese übernommen. Im Juli 1909 nahm er parallel auch den Dienstposten als Second Lieutenant des 2nd Regiment of Dragoons (Royal Scots Greys) in der regulären British Army an, den er im Juni 1910 wieder aufgab. Von 1910 bis Juni 1912 diente er sodann als Captain im 5. Battalion der Seaforth Highlanders in der Volunteer Force. Ab August 1914 hatte er das Amt des Honorary Colonel (zeremonieller Kommandeur) dieses Battalions inne und erhielt in dieser Funktion 1918 ehrenhalber auch den Rang eines Colonel der Volunteer Force. Im August 1922 wurden er und sein Bataillon in die Territorial Army eingegliedert. Er hatte das Amt bis September 1949 inne.
Nach Ausbruch des Ersten Weltkriegs trat im September 1914 im temporären Rang eines Lieutenant Commander in die Reserve der Royal Navy (Royal Naval Reserve) ein und wurde noch im selben Monat in den temporären Rang eines Commander befördert. 1914 patrouillierte er als Kommandant der in den Marinedienst übernommenen Yacht Catania, die er von seinem Vater geerbt hatte, in der Nordsee und diente von 1914 bis 1915 für die British Military Mission in Belgien. Anschließend kommandierte er 1915–17 eine Motor-Flottille zwischen Ägypten und der Adria. Für seine Leistungen in dieser Zeit wurde er 1920 als Offizier des Ordens der Krone von Italien ausgezeichnet. Nach Kriegsende erlosch sein temporärer Rang und er schied er aus dem Marinedienst aus.
Im April 1942 erhielt er innerhalb der Territorial Army auch das Amt eines Honorary Colonel der Royal Artillery.

## Politische Karriere
Beim Tod seines Vaters erbte er im Juni 1913 dessen Adelstitel als 5. Duke of Sutherland, 6. Marquess of Stafford, 7. Viscount Trentham, 23. Earl of Sutherland, 7. Earl Gower, 8. Baron Gower sowie 12. Baronet, of Sittenham und wurde dadurch Mitglied des House of Lords. Zudem erbte er umfangreiche Ländereien in Sutherlandshire, Ross-shire, Shropshire, Staffordshire und im North Riding of Yorkshire und folgte seinem Vater im September 1913 auch im Amt des Lord Lieutenant von Sutherlandshire, das er bis November 1944 ausübte. Er wurde 1921 Lord High Commissioner to the General Assembly of the Church of Scotland und wurde Teil der konservativen Regierungen von Andrew Bonar Law und Stanley Baldwin. Dabei diente er 1922–1924 als Under-Secretary of State for Air und 1925–1928 als Paymaster General sowie 1928–1929 als Under-Secretary of State for War. Er wurde im Juni 1929 zum Knight Companion des Distelordens geschlagen. Im Oktober 1936 wurde er ins Privy Council aufgenommen und wurde Lord Steward of the Household, einen Posten, den er bis 1937 behielt. Bei der Krönung von König George VI., 1937, trug er den Reichsapfel. Er wurde auch als Fellow in die Royal Geographical Society aufgenommen.

## Filmindustrie
Lord Sutherland war 1922–1939 der erste Leiter des British Film Institute (BFI) und blieb bis zu seinem Tod dessen Patron. Das benannte die ab 1958 verliehene Sutherland Trophy nach ihm.

## Familie
Lord Sutherland heiratete am 11. April 1912 in erster Ehe Lady Eileen Gwladys Butler (1891–1943), eine Tochter von Charles Butler, 7. Earl of Lanesborough. Seine Gattin war von 1916 bis 1921 Mistress of the Robes für Königin Mary.
Nach dem Tod seiner ersten Gattin heiratete er am 1. Juli 1944 in zweiter Ehe Clare Josephine O’Brian (1903–1998), Witwe des Majors Vincent Dunkerly aus Knightsbridge.
Lord Sutherland starb 1963 im Alter von 74 Jahren ohne eigene Nachkommen zu hinterlassen. Das Earldom of Sutherland sowie sein wesentliches Vermögen fiel an seine Nichte, die einzige Tochter seines Bruders Lord Alastair Sutherland-Leveson-Gower, Elizabeth Sutherland, 24. Countess of Sutherland. Seine restlichen Titel sind ausschließlich in männlicher Linie vererbbar und fielen an seinen Neffen fünften Grades John Egerton, 5. Earl of Ellesmere als 6. Duke of Sutherland.
Er galt als notorischer Schürzenjäger, und Barbara Cartland behauptete, er sei möglicherweise der Vater ihrer Tochter Raine Spencer, Countess Spencer, der Stiefmutter von Prinzessin Diana, obwohl sie meinte, dass auch Prince George in Frage käme.

## Werke
- The Story of Stafford House. Geoffrey Bles, London 1935.